# Linedata
Linedata  ist ein französisches international tätiges IT-Unternehmen, das sich insbesondere auf Softwarelösungen für die Datenverarbeitung in der Finanz- und Versicherungsindustrie spezialisiert hat. Das Unternehmen beschäftigt über 1300 Mitarbeiter und erwirtschaftete im Geschäftsjahr 2018 über 170 Millionen Euro Erlöse. Das Unternehmen ist Teil des Aktienindix CAC Small.

## Hintergrund und Geschichte
Linedata entstand zum 1. Januar 1998 aus der Fusion dreier kleiner IT-Firmen, namentlich GSI Division des Banques, Line Data und BDB Participation. In der Folge wuchs das Unternehmen sowohl organisch als auch durch diverse Zukäufe, etwa in Luxemburg einhergehend mit einer internationalen Expansion. 2000 ging es an die Börse und wurde an der neu gegründeten länderübergreifenden Börse Euronext im Neuen-Markt-Segment gelistet. Im März 2001 stieg das Unternehmen mit dem Kauf der in Großbritannien und den Vereinigten Staaten tätigen Longview Group auch in den US-Markt ein. Nach weiteren Zukäufen in den folgenden Jahren trat das Unternehmen mit dem Kauf von Beauchamp Financial Technology, die unter anderem einen ihrer Hauptsitze in Hongkong hatte, auch in den asiatischen Markt ein. 2015 übernahm Anvaraly Jiva, Mitbegründer des Unternehmens 1998, mit seiner Firma Amanaat die Mehrheit an Linedata.
Im Januar 2018 wurde die London Stock Exchange als Vertragspartner gewonnen, alle über die Börse getätigten Transaktionen werden über eine Linedata-Software den relevanten Bankenaufsichtsbehörden zur Verfügung gestellt.
Lange Zeit fokussierte sich Linedata auf den Bankensektor und das Investmentmanagement, später wurde die Geschäftstätigkeit zunächst auf den Leadingsektor und später das Versicherungsgeschäft ausgeweitet. Dabei stehen Implementierung und Pflege von Softwarelösungen im Vordergrund. 
Linedata engagiert sich im Thinktank Institut Montaigne.